# Aurelio Iacolenna
Aurelio Iacolenna (Roma, 10 gennaio 1953 – Roma, 11 giugno 2022) è stato un organista, compositore e direttore d'orchestra italiano.

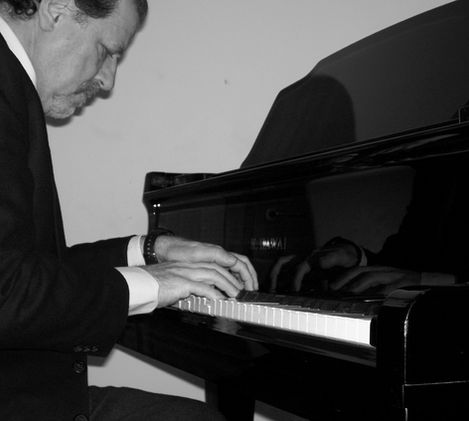
Aurelio Iacolenna in una recente foto al pianoforte

Ha pubblicato composizioni e revisioni di musica organistica per le case editrici EurArte, Armelin, Ludo, Carrara e Berben. 
Il suo nominativo è inserito nel Dizionario Enciclopedico “Le firme dell'Organo”.

## Biografia
Allievo di Wijnand van de Pol per l'organo, di Italo Bianchi e Mauro Bortolotti per la composizione, di Miles Morgan e Daniele Paris per la direzione d'orchestra, si è diplomato al Conservatorio Arrigo Boito di Parma (organo) e al Conservatorio Licinio Refice di Frosinone (direzione d'orchestra). 
Dal 1970 al 1975 è stato anche allievo presso il Pontificio istituto di musica sacra di Roma per Armonia, Contrappunto e Fuga.
Ha partecipato a corsi di perfezionamento di organo con André Marchal, Jean Langlais, Monserrat Torrent, Luigi Ferdinando Tagliavini.
Ha tenuto con successo centinaia di concerti partecipando, quale solista di organo, a numerosi Festivals, Stagioni e Rassegne in molti Paesi d’Europa e in Sud America:  Riga International Organ Festival, Zagreb Summer Festival, Festival di Spoleto, Società Barattelli, Kristiansand International Music Festival, Zagreb Philharmonija (Lisinski Hall), RAI-Radiotelevisione Italiana, Festival Internazionale d’Organo di Roma, Accademia di Santa Cecilia (Roma), Napoli, Capri, Venezia, Novara, Messina, Perugia, L’Aquila, Strasbourg, Bucharest, London, München, Montevideo, Asunciòn, Saõ Paulo etc.
Ha collaborato con l’Orchestra Sinfonica dell’Accademia Nazionale di S. Cecilia, l’Orchestra Sinfonica della RAI di Roma, l’Orchestra “A.Scarlatti” della RAI di Napoli, l’Orchestra del Teatro San Carlo di Napoli, il Complesso da Camera di S. Cecilia, l’Orchestra del Festival di Brescia e Bergamo, il Coro dell’Accademia di S.Cecilia, il Coro dell’Accademia Filarmonica Romana, presentandosi più volte in veste di solista sotto la direzione di illustri maestri quali Prêtre, Balatsch, Gatti, Chung, Navarro, Decker, Foss. 
È stato per diversi anni in formazione di "duo" con il celebre trombettista francese André Bernard.
La sua intensa attività concertistica in Europa e Sud America ha visto la partecipazione a Festival e Stagioni concertistiche internazionali. 
Per oltre 20 anni è stato organista collaboratore presso l'Orchestra dell'Accademia Nazionale di Santa Cecilia di Roma, ricoprendo anche ruoli solistici
sotto la direzione, tra gli altri, di Georges Prêtre, M.W. Chung, Daniele Gatti, Mstislav Leopol'dovič Rostropovič, Carlo Maria Giulini.
È stato organista titolare della Basilica dei Santi Ambrogio e Carlo al Corso in Roma (1984-1987), organista titolare della Chiesa di Santa Lucia del Gonfalone in Roma (1996-2001) e presso la Basilica di Santa Maria in Montesanto in Roma (Chiesa degli Artisti), quale referente per la "Messa degli Artisti" (1977-2000).
È stato Docente, capo Dipartimento e membro del Consiglio Accademico al Conservatorio Alfredo Casella dell'Aquila (A.A. dal 1977 al 2014) concludendo poi la sua carriera didattica presso il Conservatorio Santa Cecilia di Roma (A.A. dal 2014 al 2019).
Dal 2015 ha assunto il ruolo di Professore di Ear Training presso il Conservatorio di Musica "Santa Cecilia" di Roma, dove ha inoltre annualmente tenuto Seminari dedicati all'"Orchestra e gli Strumenti d'Orchestra". È stato altresì docente del Corso di Lettura Cantata, Intonazione e ritmica per il Biennio della Scuola di Canto Lirico.
Ha collaborato con l’Associazione Musicale Romana curando la direzione artistica del Festival Internazionale di Organo di Roma. È stato direttore artistico della Rassegna di Concerti “L’Organo e la Chiesa” ed è stato coordinatore artistico e membro del consiglio direttivo dell’A.GI.MUS. sezione di Roma. Dal 2011 è stato inoltre collaboratore artistico per la didattica presso la Scuola Musicale Comunale di Viterbo.

## Discografia
- Verdi - Il Trovatore (Giulini)- Deutsche Gammophon LP 413 355-1 - con Orchestra e Coro Accademia di Santa Cecilia (1984)
- Pachelbel - Organ works - Ed. A.OR.A. 001/002 - Vinile LP 33 gm e Musicassetta (1988)
- Respighi - Roman Trilogy (Gatti) - Conifer Classics – CD75605 51292 2 con Orchestra Accademia S. Cecilia Roma (1997)
- Omaggio a Roma (Chung) - Fonè CDC123- con Orchestra e Coro Accademia di Santa Cecilia - CD Classica n 123 (1999)
- MIRROR - GFA Records- GFA/CD 117 - Y29003142 (1999)
- Tre Pezzi su Temi Gregoriani - NI-NAP Records - NNP CD 020 64817220 (2000)
- I Concerti del Corso - CASELLA ED.002 - CD OPTI.ME.S. spa - Miscellanea (2001)
- DIAPHONIA vol II - CD EurArte EA 0014 (Trk 3-4-5) (2002)
- I Concerti del Corso - CASELLA ED.004 - CD POZZOLI spa - Miscellanea (2003)

## Cinema
- 2009 Cortometraggio "Tre Giorni": autore delle musiche
- 2011 Film: "La strada verso casa": musiche (Direttore d'orchestra)
- 2019 Documentario: "I Sogni li spendo per strada": autore delle musiche
- 2020 Documentario: "Rony Roller Circus - Life & Magic" di Giacomo A. Iacolenna : autore delle musiche

## Pubblicazioni
- Classici Marchigiani: Composizioni per Organo del '700. Trascrizione dagli originali e revisione a cura di Aurelio Iacolenna - Edizioni Carrara n° 3732 – Bergamo, 1985.
- Henry Purcell: When I am laid - Trascrizione ed elaborazione per Organo di Aurelio Iacolenna - Edizioni ARMELIN MUSICA - nr Cat. AV12 - Padova 2000.
- Aurelio Iacolenna, Tre Pezzi su Temi Gregoriani per Organo - Edizioni EurArte EA P0180 - Varenna, Lecco, 2002.
- Aurelio Iacolenna, R.E.M. per Flauto e Pianoforte - LUDO Edizioni musicali s.n.c. n° 3/2003, Roma, 2003.

## Onorificenze
- Per essersi distinto in campo musicale, dal 1996 la sua biografia è stata inserita negli archivi del “The International Music Museum” di Londra". Il suo nominativo è presente inoltre nel Dizionario enciclopedico “Le firme dell’Organo".
- Per i suoi meriti artistici e l'interesse per la salvaguardia del patrimonio organario gli è stata conferita la Cittadinanza Onoraria di Valentano (VT).